# ميكيل فيلانويفا
ميكيل فيلانويفا (بالإسبانية: Mikel Villanueva Álvarez)‏ (14 أبريل 1993 بسان كريستوبال في فنزويلا - ) هو لاعب كرة قدم فنزويلي في مركز الدفاع. شارك مع منتخب فنزويلا لكرة القدم. أما مع النوادي، فقد لعب مع ديبورتيفو تاشيرا وديبورتيفو لارا وAtlético Malagueño ‏.

## وصلات خارجية
- ميكيل فيلانويفا على موقع الاتحاد الأوربي (الإنجليزية)
- ميكيل فيلانويفا على موقع قاعدة بيانات كرة القدم.إي يو (الإنجليزية)
- ميكيل فيلانويفا على موقع ناشيونال فوتبول تيمز (الإنجليزية)
- ميكيل فيلانويفا على موقع Soccerbase.com (لاعب) (الإنجليزية)
- ميكيل فيلانويفا على موقع Soccerway.com (الإنجليزية)
- ميكيل فيلانويفا على موقع AS.com (الإسبانية)